# Relaciones exteriores de Uruguay

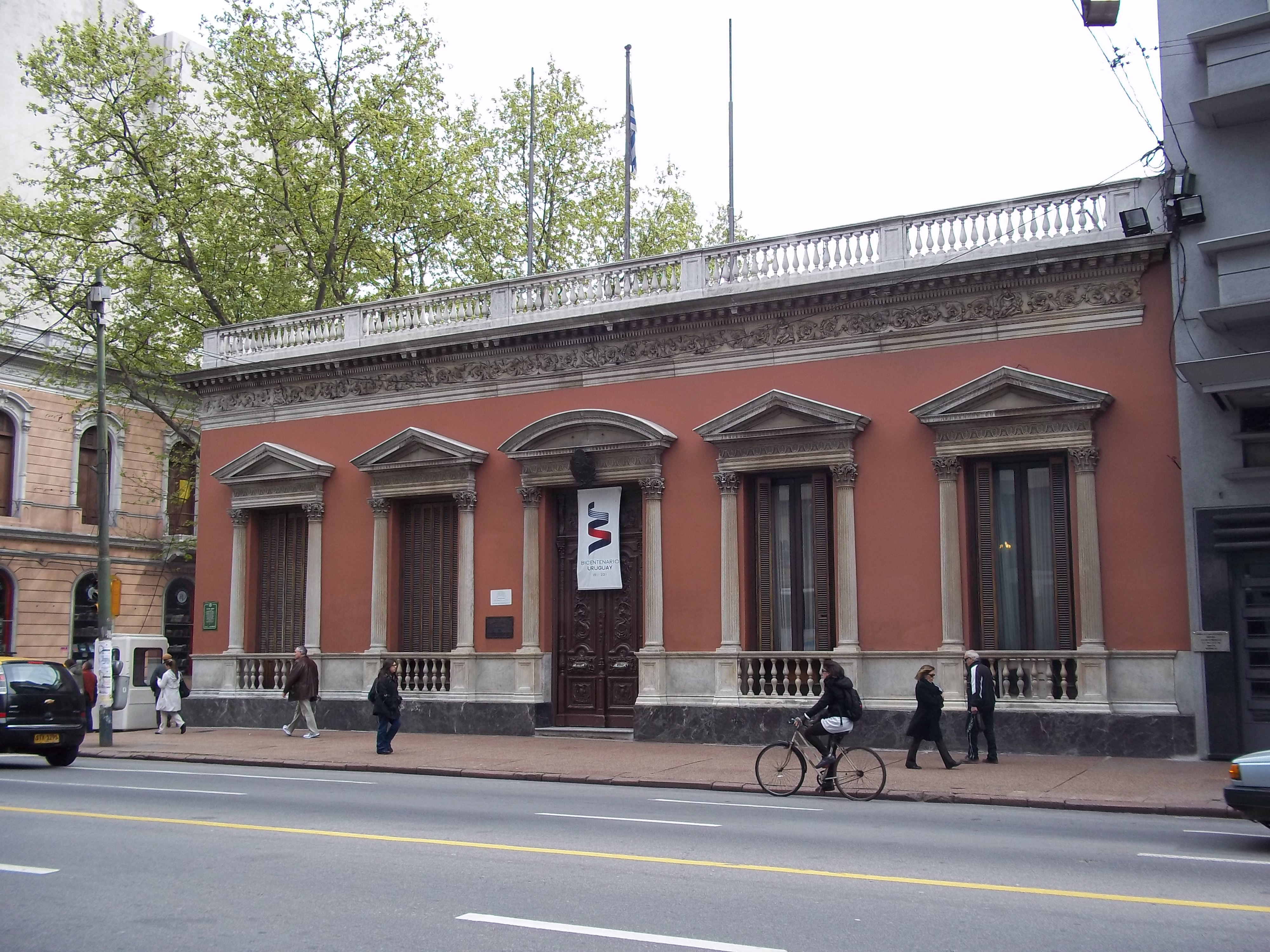
Palacio Santos, sede del Ministerio de Relaciones Exteriores de Uruguay.

Las relaciones exteriores de la República Oriental del Uruguay son funciones del presidente de Uruguay como jefe de Estado, que son delegadas al Ministerio de Relaciones Exteriores o Cancillería. 

## Visión general
Uruguay ha tenido tradicionalmente fuertes vínculos políticos y culturales con sus vecinos y Europa.  
Uruguay es un firme defensor de la democracia constitucional, el pluralismo político y las libertades individuales. Históricamente, sus relaciones internacionales se han guiado por los principios de no intervención, multilateralismo, respeto a la soberanía nacional y dependencia del estado de derecho para resolver las disputas. Es miembro fundador del Mercado Común del Sur (MERCOSUR). En junio de 1991, el organismo y los Estados Unidos firmaron el Acuerdo de Rose Garden (también conocido como el Acuerdo "Cuatro más uno"). El acuerdo no estuvo operativo hasta junio de 2001, cuando el MERCOSUR invitó a los Estados Unidos a discutir la viabilidad de las negociaciones de acceso al mercado. La primera reunión entre Estados Unidos y el MERCOSUR se celebró el 24 de septiembre de 2001 y dio como resultado la creación de cuatro grupos de trabajo sobre comercio industrial, comercio electrónico, agricultura e inversión. 
Uruguay es miembro del Grupo de Río, una asociación de estados latinoamericanos que se ocupa de cuestiones de seguridad multilateral (bajo el Tratado Interamericano de Asistencia Recíproca). La ubicación de Uruguay entre Argentina y Brasil hace que las relaciones cercanas con estos dos vecinos más grandes y los miembros asociados del MERCOSUR, Chile y Bolivia, sean particularmente importantes. Como uno de los primeros proponentes de la Iniciativa Enterprise for the Americas, Uruguay ha participado activamente en el proceso de seguimiento de las Cumbres periódicas de las Américas, especialmente el Área de Libre Comercio de las Américas (ALCA). Uruguay es también, miembro de la Asociación Latinoamericana de Integración (ALADI), una asociación comercial con sede en Montevideo que incluye 10 países sudamericanos más México y Cuba.  

## Disputas territoriales
Uruguay tiene una disputa territorial con Brasil sobre la pequeña Isla Brasilera en la desembocadura del río Quarai / Cuareim, cerca del trípode de Argentina. También, disputa con Brasil el Rincón de Artigas, un territorio entre los departamentos de Artigas y Rivera administrado actualmente por el estado brasileño de Rio Grande del Sur.

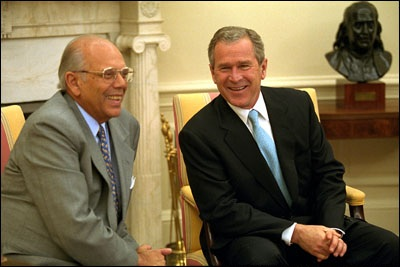
Jorge Batlle junto a George W. Bush en el Despacho Oval, en su visita a los Estados Unidos

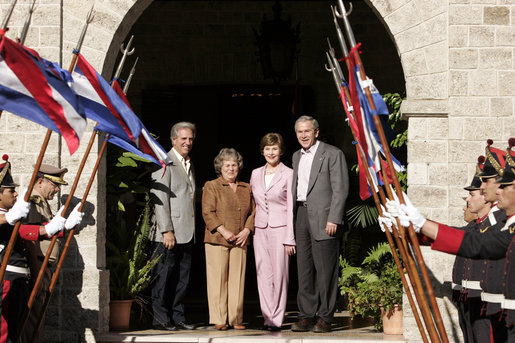
Visita oficial de George y Laura Bush en la Residencia Presidencial de Anchorena en 2007.

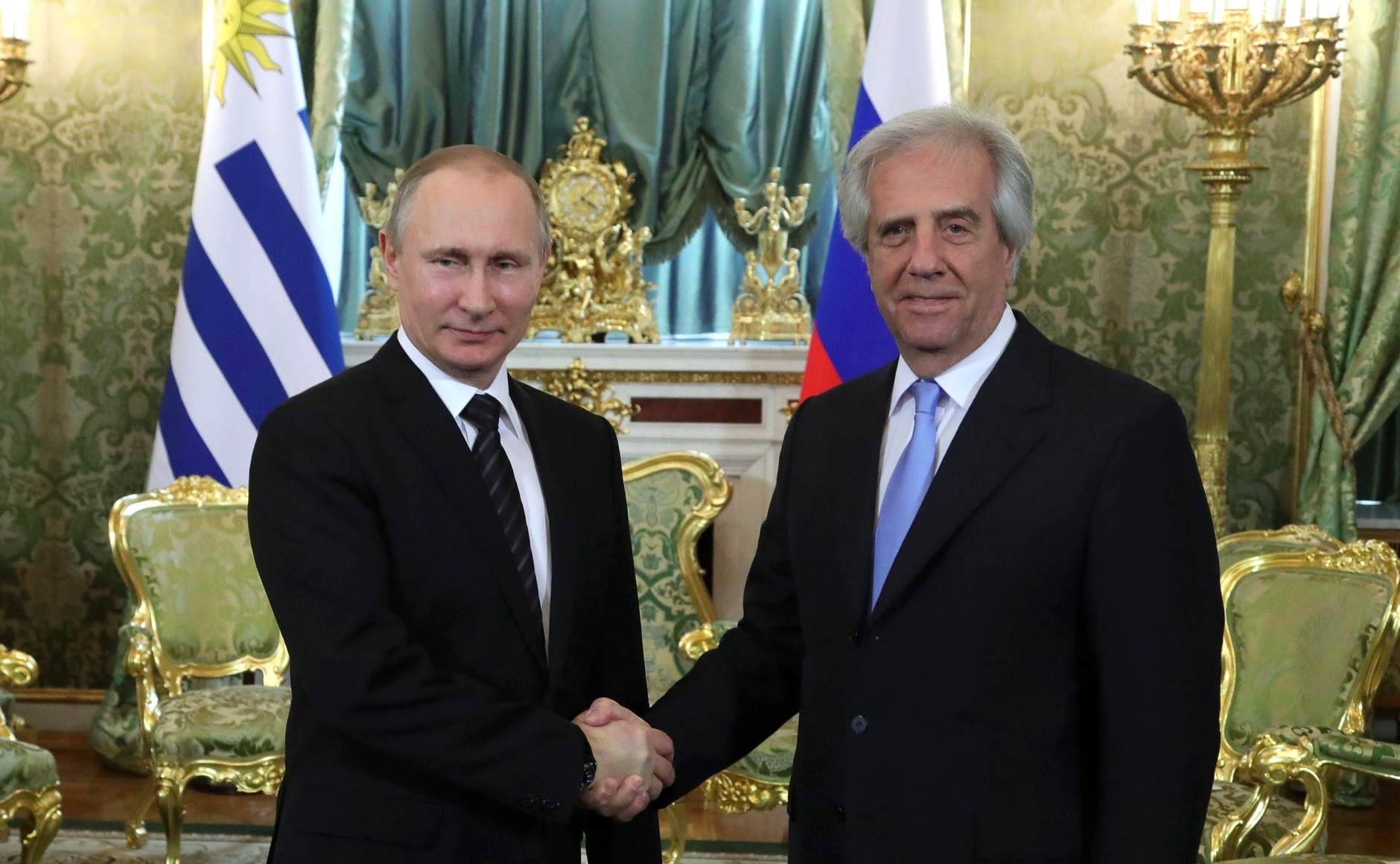
Tabaré Vázquez (derecha) junto a Vladímir Putin (izquierda) en 2017.

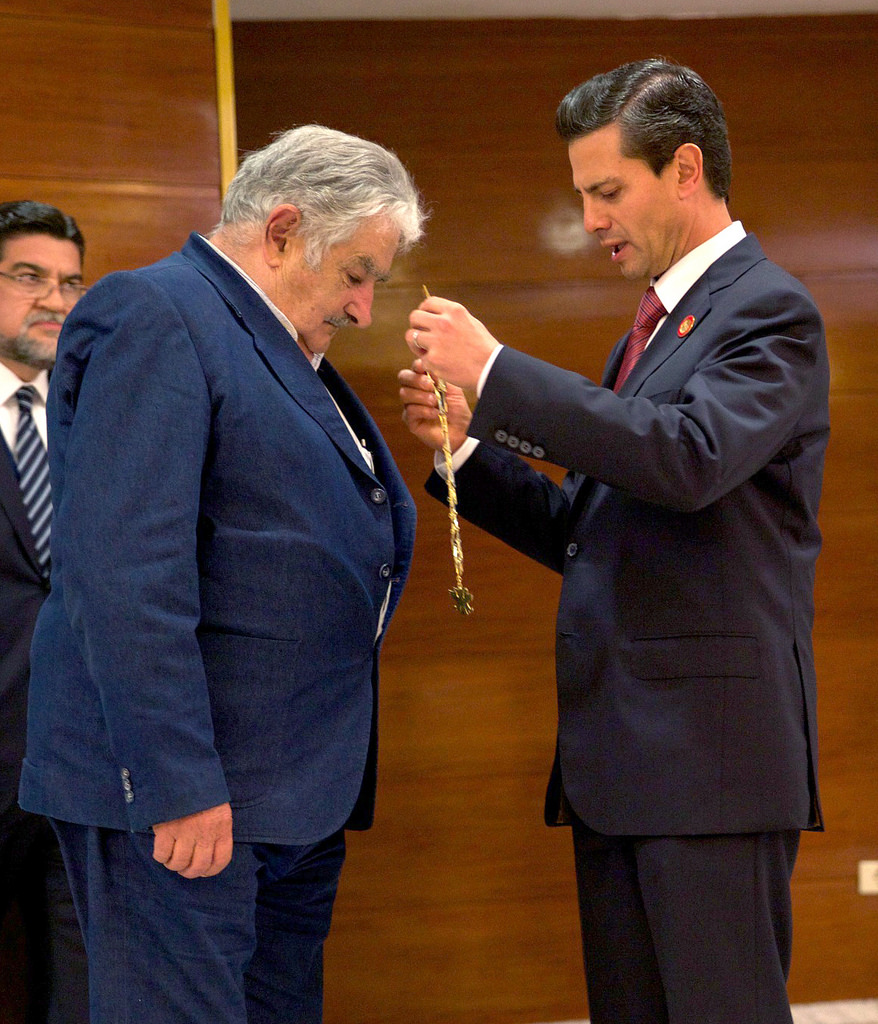
José Mujica (izquierda), junto al presidente de México, Enrique Peña Nieto (derecha) en 2014.

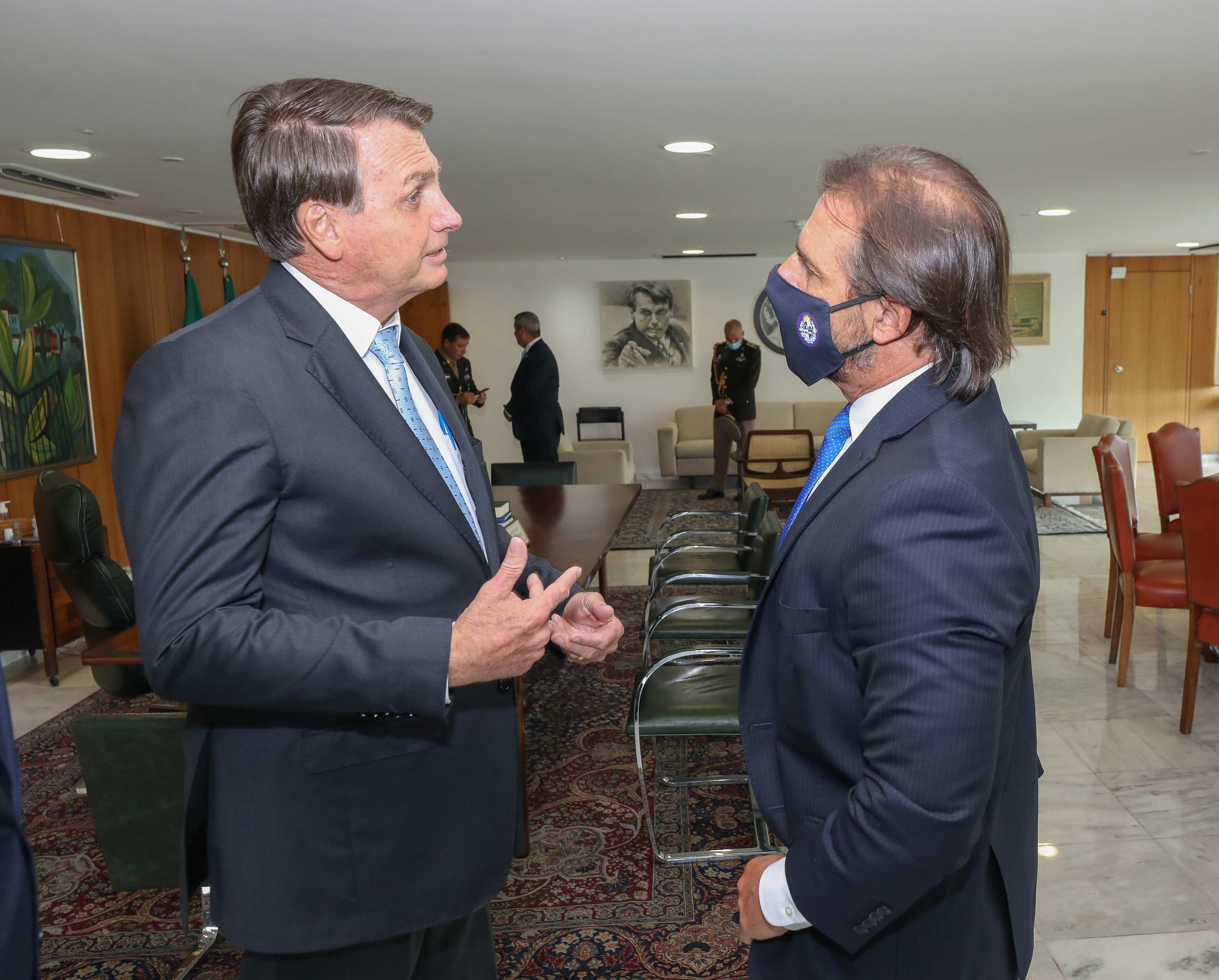
Luis Lacalle Pou (derecha), junto al presidente de Brasil, Jair Bolsonaro en 2021.

## Países
| País                                 | Inicio de relaciones formales | Notas |
| ------------------------------------ | ----------------------------- | --- |
| Angola                               | 26 de marzo de 1988           | Ver relaciones entre Angola y Uruguay - Angola está representado en Uruguay a través de su consulado general en Montevideo . |
| Argelia                              |                               | - Argelia está representada en Uruguay a través de su embajada en Buenos Aires (Argentina). - Uruguay está representado en Argelia a través de su embajada en París (Francia) |
| Benín                                | 14 de febrero de 2008         | - Benín está representado en Uruguay a través de su embajada en Brasilia (Brasil) |
| Botsuana                             | 4 de mayo de 2007             | - Uruguay está representado en Botsuana a través de su embajada en Pretoria (Sudáfrica). |
| Burkina Faso                         |                               | - Burkina Faso está representada en Uruguay a través de su embajada en Brasilia (Brasil) |
| Camerún                              | 18 de diciembre de 2017       | - Camerún está representada en Uruguay a través de su embajada en Brasilia (Brasil) |
| Costa de Marfil                      |                               | - Costa de Marfil está representada en Uruguay a través de su embajada en Brasilia (Brasil) - Costa de Marfil tiene representación consular general en Montevideo |
| Egipto                               | 25 de febrero de 1932         | Ver relaciones entre Egipto y Uruguay - Egipto está representado en Uruguay a través de su embajada en Montevideo. - Uruguay está representado en Egipto a través de su embajada en El Cairo (Egipto) - Uruguay tiene representación consular honoraria en Alejandría |
| Etiopía                              | 23 de marzo de 2011           | - Etiopía está representada en Uruguay a través de su embajada en Brasilia (Brasil). - Uruguay está representado en Etiopía a través de su embajada en Adís Abeba (Etuopía) |
| Guinea Ecuatorial                    | 15 de septiembre de 1981      | - Guinea Ecuatorial está representada en Uruguay a través de su embajada en Brasilia (Brasil). |
| Ghana                                | 24 de mayo de 1982            | - Ghana está representada en Uruguay a través de su embajada en Brasilia (Brasil). - Uruguay está representado en Ghana a través de su embajada en Acra (Ghana). |
| Mauritania                           | 23 de marzo de 1989           | - Mauritania está representada en Uruguay a través de su embajada en Brasilia (Brasil). |
| Mozambique                           |                               | - Mozambique está representado en Uruguay a través de su embajada en Brasilia (Brasil). - Uruguay está representado en Mozambique a través de su embajada en Pretoria (Sudáfrica). |
| Namibia                              | 13 de septiembre de 1994      | - Namibia está representado en Uruguay a través de su embajada en Brasilia (Brasil). - Uruguay está representado en Namibia a través de su embajada en Pretoria (Sudáfrica). |
| Nigeria                              | 20 de febrero de 1965         | Véase relaciones entre Nigeria y Uruguay - Nigeria está representado en Uruguay a través de su embajada en Buenos Aires (Argentina). - Uruguay está representado en Nigeria a través de su embajada en Pretoria (Sudáfrica). |
| República Árabe Saharaui Democrática | 28 de diciembre de 2005       | - La República Árabe Saharaui Democrática está representada en Uruguay a través de su embajada en Montevideo. |
| República Democrática del Congo      | 3 de junio de 1985            | Ver relaciones entre la República Democrática del Congo y Uruguay - La República Democrática del Congo está representada en Uruguay a través de su embajada en Buenos Aires (Argentina). - Uruguay está representado en la República Democrática del Congo a través de su embajada en Pretoria (Sudáfrica) - Uruguay tiene representación consular honoraria en Kinshasa |
| Senegal                              | 8 de mayo de 1978             | - Senegal está representado en Uruguay a través de su embajada en Brasilia (Brasil). - Uruguay está representado en Senegal a través de su embajada en París (Francia). |
| Túnez                                |                               | - Túnez está representado en Uruguay a través de su embajada en Buenos Aires (Argentina). - Uruguay está representado en Túnez a través de su embajada en El Cairo (Egipto) |
| Sudáfrica                            |                               | Véase relaciones entre Sudáfrica y Uruguay - Sudáfrica está representada en Uruguay a través de su embajada en Montevideo. - Uruguay está representado en Sudáfrica a través de su embajada en Pretoria (Sudáfrica) |
| Zimbabue                             |                               | - Zimbabue está representado en Uruguay a través de su embajada en Brasilia (Brasil). |
|                                      |                               | |

|  |

| País                 | Inicio de relaciones formales | Notas |
| -------------------- | ----------------------------- | --- |
| Argentina            | 1811                          | Véase relaciones entre Argentina y Uruguay - Argentina está representada en Uruguay a través de su embajada en Montevideo. - Argentina tiene representación consular en Colonia, Fray Bentos, Maldonado y Salto. - Uruguay está representado en Argentina a través de su embajada en Buenos Aires (Argentina). - Uruguay tiene representación consular en Colón, Concordia, Córdoba, Gualeguaychú, Mendoza y Rosario                                                                          |
| Barbados             |                               | - Barbados está representado en Uruguay a través de su embajada en Caracas (Venezuela). - Uruguay está representado en Barbados a través de su embajada en Santo Domingo (República Dominicana). |
| Bolivia              |                               | Véase relaciones entre Bolivia y Uruguay - Bolivia está representada en Uruguaya través de su embajada en Montevideo. - Uruguay está representado en Bolivia a través de su embajada en La Paz (Bolivia) |
| Brasil               |                               | Véase relaciones entre Brasil y Uruguay - Brasil está representado en Uruguay a través de su embajada en Montevideo. - Brasil tiene representación consular en Artigas, Chuy, Rio Branco y Rivera - Uruguay está representado en Brasil a través de su embajada en Brasilia (Brasil). - Uruguay tiene representación consular en Belo Horizonte, Chuí, Curitiba, Florianópolis, São Paulo, Pelotas, Porto Alegre y Rio de Janeiro.                                                            |
| Canadá               |                               | Véase relaciones entre Canadá y Uruguay - Canadá está representada en Uruguay a través de su embajada en Montevideo. - Uruguay está representado en Canadá a través de su embajada en Ottawa (Canadá). - Uruguay tiene representación consular en Montreal, Toronto y Vancouver |
| Chile                |                               | Véase relaciones entre Chile y Uruguay - Chile está representado en Uruguay a través de su embajada en Montevideo. - Chile tiene representación consular en Punta del Este - Uruguay está representado en Chile a través de su embajada en Santiago (Chile). - Uruguay tiene representación consular en Punta Arenas y Valparaíso. |
| Costa Rica           |                               | Véase relaciones entre Costa Rica y Uruguay - Costa Rica está representada en Uruguay a través de su embajada en Montevideo. - Uruguay está representado en Costa Rica a través de su embajada en San José (Cosa Rica). |
| Cuba                 |                               | Véase relaciones entre Cuba y Uruguay - Cuba está representada en Uruguay a través de su embajada en Montevideo. - Uruguay está representada en Cuba a través de su embajada en La Habana (Cuba). |
| Ecuador              |                               | Véase relaciones entre Ecuador y Uruguay - Ecuador está representado en Uruguay a través de su embajada en Montevideo - Uruguay está representada en Ecuador a través de su embajada en Quito (Ecuador). - Uruguay tiene representación consular en Guayaquil. |
| El Salvador          | 1919                          | Véase relaciones entre El Salvador y Uruguay - El Salvador está representado en Uruguay a través de su embajada en Montevideo. - Uruguay está representada en El Salvador a través de su embajada en San Salvador (El Salvador). |
| Estados Unidos       | 1890                          | Véase relaciones entre los Estados Unidos y Uruguay - Los Estados Unidos están representados en Uruguay a través de su embajada en Montevideo. - Uruguay está representado en los Estados Unidos a través de su embajada en Washington (Estados Unidos). - Uruguay tiene representación consular en Atlanta, Chicago, Dallas, Las Vegas, Filadelfia, Houston, Los Ángeles, Miami, Nueva Orleans, Nueva York, Salt Lake City y San Francisco, algunas de las cuales son consulados honorarios. |
| Granada              | 20 de septiembre de 1985      | - Granada está representada en Uruguay a través de su embajada en Caracas (Venezuela). |
| Guatemala            | 1907                          | Véase relaciones entre Guatemala y Uruguay - Guatemala está representada en Uruguay a través de su embajada en Montevideo - Uruguay está representado en Guatemala a través de su embajada en Ciudad de Guatemala (Guatemala). |
| Guyana               | 3 de junio de 1985            | - Guyana está representada en Uruguay a través de su embajada en Brasilia (Brasil). - Uruguay está representada en Guyana a través de su embajada en la Ciudad de Panamá (Panamá). |
| Haití                |                               | - Haití está representado en Uruguay a través de su embajada en Buenos Aires (Argentina] - Uruguay está representado en Haití a través de su embajada en Santo Domingo (República Dominicana). |
| Honduras             |                               | Véase relaciones entre Honduras y Uruguay - Honduras está representada en Uruguay a través de su embajada en Buenos Aires (Argentina). - Uruguay está representado en Honduras a través de su embajada en la Ciudad de Guatemala (Guatemala). |
| Jamaica              | 23 de mayo de 1985            | - Jamaica está representada en Uruguay a través de su embajada en Montevideo - Uruguay está representado en Jamaica a través de su embajada en La Habana (Cuba). |
| México               | 22 de febrero de 1831         | Véase relaciones entre México y Uruguay - México está representado en Uruguay a través de su embajada en Montevideo. - Uruguay está representado en México a través de su embajada en Ciudad de México (México). |
| Nicaragua            |                               | Véase relaciones entre Nicaragua y Uruguay - Nicaragua tiene una embajada en Montevideo. - Uruguay está acreditado ante Nicaragua por su embajada en San José, Costa Rica. |
| Panamá               | 28 de octubre de 1904         | Véase relaciones entre Panamá y Uruguay - Panamá está representado en Uruguay a través de su embajada en Montevideo - Uruguay está representado en Panamá a través de su embajada en Ciudad de Panamá (Panamá). - Uruguay tiene representación consular en Colón |
| Paraguay             |                               | Véase relaciones entre Paraguay y Uruguay - Paraguay está representado en Uruguay a través de su embajada en Montevideo - Uruguay está representado en Paraguay a través de su embajada en Asunción (Paraguay). - Uruguay tiene representación consular honoraria en Pedro Juan Caballero |
| Perú                 |                               | Véase relaciones entre Perú y Uruguay - Perú está representado en Uruguay a través de su embajada en Montevideo - Uruguay está representado en Perú a través de su embajada en Lima (Perú). - Uruguay tiene representación consular en Iquitos (Perú). |
| República Dominicana |                               | Véase relaciones entre la República Dominicana y Uruguay - República Dominicana está representado en Uruguay a través de su embajada en Montevideo. |
| Surinam              | 9 de mayo de 1979             | - Surinam está representado en Uruguay a través de su embajada en Brasilia (Brasil). - Uruguay está representado en Surinam a través de su embajada en Panamá (ciudad) (Panamá). - Surinam tiene representación consular y diplomática de alto nivel en Montevideo (Uruguay). |
| Trinidad y Tobago    |                               | - Venezuela está representada en Uruguay través de su embajada en Montevideo - Uruguay está representado en Venezuela a través de su embajada en Caracas |
| Venezuela            |                               | - Venezuela está representada en Uruguay a través de su embajada en Montevideo - Uruguay está representado en Venezuela a través de su embajada en Caracas (Venezuela). |

| \| País \| Inicio de relaciones formales \| Notas \| \| -------------- \| ----------------------------- \| ------------------------------------------------------------------------------------------------------------------------------------------------------------------------------------------------------------------------------------------------------------------------------------------------- \| \| Arabia Saudita \| 9 de julio de 1974[16] \| - Arabia Saudita está representada en Uruguay a través de su embajada en Montevideo. - Uruguay está representado en Arabia Saudita a través de su embajada en Riad (Arabia Saudita). - Uruguay tiene representación consular honoraria en Jeddah. \| \| Bangladés \| \| - Bangladés está representado en Uruguay a través de su embajada en Brasilia (Brasil). - Uruguay está representado en Bangladés a través de su embajada en Nueva Delhi (India). \| \| Brunéi \| \| - Uruguay está representado en Brunéi a través de su embajada en Kuala Lumpur (Malasia) \| \| Camboya \| \| - Uruguay está representado en Brunéi a través de su embajada en Kuala Lumpur (Malasia) \| \| Catar \| \| - Catar está representado a través de su embajada en Montevideo. - Uruguay está representado en Catar a través de su embajada en Doha (Catar). \| \| China \| 1988 \| Véase relaciones entre China y Uruguay - China está representado en Uruguay a través de su embajada en Montevideo. - Uruguay está representado en China a través de su embajada en Pekín (China). - Uruguay tiene representación consular en Cantón, Guangzhou, Hong Kong y Shanghái (China). \| \| Corea del Sur \| 1964 \| - Corea del Sur está representado en Uruguay a través de su embajada en Montevideo. - Uruguay está representado en Corea del Sur a través de su embajada en Seúl (Corea del Sur). \| \| EAU \| 8 de abril de 1980[17] \| - Uruguay está representado en Emiratos Árabes Unidos a través de su embajada en Abu Dhabi (Emiratos Árabes). - Emiratos Árabes Unidos está representado en Uruguay a través de su embajada en Buenos Aires (Argentina). \| \| Filipinas \| \| - Filipinas está representada en Uruguay a través de su embajada en Buenos Aires (Argentina) - Uruguay está representado en Filipinas a través de su embajada en Seúl (Corea del Sur). \| \| India \| 1960 \| Véase relaciones entre la India y Uruguay - India está representado en Uruguay a través de su embajada en Buenos Aires (Argentina) - Uruguay está representado en India a través de su embajada en Nueva Delhi (India). - Uruguay tiene representación consular honoraria en Mumbai \| \| Indonesia \| 9 de junio de 1966[18] \| - Indonesia está representada en Uruguay a través de su embajada en Buenos Aires (Argentina) - Indonesia tiene representación consular en Montevideo - Uruguay está representado en Indonesia a través de su embajada en Yakarta (Indonesia). \| \| Irak \| \| - Uruguay está representado en Iraq a través de su embajada en Riad (Arabia Saudita) \| \| Irán \| \| Véase relaciones entre Irán y Uruguay - Irán está representado en Uruguay a través de su embajada en Montevideo. - Uruguay está representado en Irán a través de su embajada en Teherán (Irán). \| \| Israel \| 1948 \| Véase Relaciones entre Israel y Uruguay - Israel está representado en Uruguay a través de su embajada en Montevideo - Uruguay está representado en Israel a través de su embajada en Tel Aviv (Israel). - Uruguay tiene representación consular en Ashdod y Haifa \| \| Japón \| 1921 \| Véase relaciones entre Japón y Uruguay - Japón está representado en Uruguay a través de su embajada en Montevideo. - Uruguay está representado en Japón a través de su embajada en Tokio (Japón). \| \| Jordania \| \| - Jordania está representada en Uruguay a través de su embajada en Santiago (Chile) - Uruguay está representado en Jordania a través de su embajada en El Cairo (Egipto) - Uruguay tiene representación consular en Amán \| \| Kazajistán \| 30 de julio de 1993[19] \| - Uruguay está representado en Kazajistán través de su embajada en Moscú (Rusia). - Uruguay tiene representación consular en Astaná \| \| Kuwait \| \| - Kuwait está representado en Uruguay a través de su embajada en Buenos Aires (Argentina). - Kuwait tiene representación consular en Montevideo. - Uruguay está representado en Kuwait través de su embajada en Riad (Arabia Saudita). \| \| Líbano \| 25 de octubre de 1945 \| Véase relaciones entre Líbano y Uruguay - Líbano está representado en Uruguay través de su embajada en Montevideo. - Uruguay está representado en Líbano través de su embajada en Beirut (Líbano). - Uruguay tiene representación consular en Trípoli \| \| Malasia \| \| Véase relaciones entre Malasia y Uruguay - Malasia está representada en Uruguay a través de su embajada en Buenos Aires (Argentina). - Uruguay está representado en Malasia través de su embajada en Kuala Lumpur (Malasia). \| \| Mongolia \| \| - Uruguay está representado en Mongolia través de su embajada en Pekín (China). \| \| Omán \| 6 de abril de 1987[20] \| - Omán está representado en Uruguay a través de su embajada en Brasilia (Brasil) - Uruguay está representado en Omán a través de su embajada en Riad (Arabia Saudita). - Uruguay tiene representación consular en Muscat \| \| Pakistán \| \| - Pakistán está representado en Uruguay través de su embajada en Buenos Aires (Argentina). - Pakistán tiene representación consular en Montevideo - Uruguay está representado en Pakistán través de su embajada en Teherán (Irán). - Uruguay tiene representación consular en Islamabad. \| \| Singapur \| 15 de septiembre de 1987[5] \| - Uruguay está representado en Singapur través de su embajada en Hanói (Vietnam). \| \| Siria \| \| - Siria está representada en Uruguay través de su embajada en Buenos Aires (Argentina) - Uruguay está representado en Siria través de su embajada en Beirut (Líbano). - Uruguay tiene representación consular honoraria en Damasco y Alepo \| \| Sri Lanka \| 21 de julio de 1999[21] \| - Uruguay está representado en Sri Lanka través de su embajada en Nueva Delhi (India). - Uruguay tiene representación consular en Colombo \| \| Tailandia \| \| - Tailandia está representado en Uruguay través de su embajada en Buenos Aires (Argentina) - Tailandia tiene representación consular en Montevideo. - Uruguay está representado en Tailandia a través de su embajada en Kuala Lumpur (Malasia) - Uruguay tiene representación consular en Bangkok \| \| Timor Oriental \| \| - Uruguay está representado en Timor Oriental través de su embajada en Canberra (Australia). \| \| Uzbekistán \| \| - Uruguay está representado en Uzbekistán través de su embajada en Moscú (Rusia). \| \| Vietnam \| \| - Vietnam está representado en Uruguay a través de su embajada en Buenos Aires (Argentina) - Uruguay está representado en Vietnam través de su embajada en Hanói (Vietnam). \| |                               | |
| País | Inicio de relaciones formales | Notas |
| Arabia Saudita | 9 de julio de 1974            | - Arabia Saudita está representada en Uruguay a través de su embajada en Montevideo. - Uruguay está representado en Arabia Saudita a través de su embajada en Riad (Arabia Saudita). - Uruguay tiene representación consular honoraria en Jeddah.                                                 |
| Bangladés |                               | - Bangladés está representado en Uruguay a través de su embajada en Brasilia (Brasil). - Uruguay está representado en Bangladés a través de su embajada en Nueva Delhi (India). |
| Brunéi |                               | - Uruguay está representado en Brunéi a través de su embajada en Kuala Lumpur (Malasia) |
| Camboya |                               | - Uruguay está representado en Brunéi a través de su embajada en Kuala Lumpur (Malasia) |
| Catar |                               | - Catar está representado a través de su embajada en Montevideo. - Uruguay está representado en Catar a través de su embajada en Doha (Catar). |
| China | 1988                          | Véase relaciones entre China y Uruguay - China está representado en Uruguay a través de su embajada en Montevideo. - Uruguay está representado en China a través de su embajada en Pekín (China). - Uruguay tiene representación consular en Cantón, Guangzhou, Hong Kong y Shanghái (China).     |
| Corea del Sur | 1964                          | - Corea del Sur está representado en Uruguay a través de su embajada en Montevideo. - Uruguay está representado en Corea del Sur a través de su embajada en Seúl (Corea del Sur). |
| EAU | 8 de abril de 1980            | - Uruguay está representado en Emiratos Árabes Unidos a través de su embajada en Abu Dhabi (Emiratos Árabes). - Emiratos Árabes Unidos está representado en Uruguay a través de su embajada en Buenos Aires (Argentina).                                                                          |
| Filipinas |                               | - Filipinas está representada en Uruguay a través de su embajada en Buenos Aires (Argentina) - Uruguay está representado en Filipinas a través de su embajada en Seúl (Corea del Sur). |
| India | 1960                          | Véase relaciones entre la India y Uruguay - India está representado en Uruguay a través de su embajada en Buenos Aires (Argentina) - Uruguay está representado en India a través de su embajada en Nueva Delhi (India). - Uruguay tiene representación consular honoraria en Mumbai               |
| Indonesia | 9 de junio de 1966            | - Indonesia está representada en Uruguay a través de su embajada en Buenos Aires (Argentina) - Indonesia tiene representación consular en Montevideo - Uruguay está representado en Indonesia a través de su embajada en Yakarta (Indonesia).                                                     |
| Irak |                               | - Uruguay está representado en Iraq a través de su embajada en Riad (Arabia Saudita) |
| Irán |                               | Véase relaciones entre Irán y Uruguay - Irán está representado en Uruguay a través de su embajada en Montevideo. - Uruguay está representado en Irán a través de su embajada en Teherán (Irán).                                                                                                   |
| Israel | 1948                          | Véase Relaciones entre Israel y Uruguay - Israel está representado en Uruguay a través de su embajada en Montevideo - Uruguay está representado en Israel a través de su embajada en Tel Aviv (Israel). - Uruguay tiene representación consular en Ashdod y Haifa                                 |
| Japón | 1921                          | Véase relaciones entre Japón y Uruguay - Japón está representado en Uruguay a través de su embajada en Montevideo. - Uruguay está representado en Japón a través de su embajada en Tokio (Japón).                                                                                                 |
| Jordania |                               | - Jordania está representada en Uruguay a través de su embajada en Santiago (Chile) - Uruguay está representado en Jordania a través de su embajada en El Cairo (Egipto) - Uruguay tiene representación consular en Amán                                                                          |
| Kazajistán | 30 de julio de 1993           | - Uruguay está representado en Kazajistán través de su embajada en Moscú (Rusia). - Uruguay tiene representación consular en Astaná |
| Kuwait |                               | - Kuwait está representado en Uruguay a través de su embajada en Buenos Aires (Argentina). - Kuwait tiene representación consular en Montevideo. - Uruguay está representado en Kuwait través de su embajada en Riad (Arabia Saudita).                                                            |
| Líbano | 25 de octubre de 1945         | Véase relaciones entre Líbano y Uruguay - Líbano está representado en Uruguay través de su embajada en Montevideo. - Uruguay está representado en Líbano través de su embajada en Beirut (Líbano). - Uruguay tiene representación consular en Trípoli                                             |
| Malasia |                               | Véase relaciones entre Malasia y Uruguay - Malasia está representada en Uruguay a través de su embajada en Buenos Aires (Argentina). - Uruguay está representado en Malasia través de su embajada en Kuala Lumpur (Malasia).                                                                      |
| Mongolia |                               | - Uruguay está representado en Mongolia través de su embajada en Pekín (China). |
| Omán | 6 de abril de 1987            | - Omán está representado en Uruguay a través de su embajada en Brasilia (Brasil) - Uruguay está representado en Omán a través de su embajada en Riad (Arabia Saudita). - Uruguay tiene representación consular en Muscat                                                                          |
| Pakistán |                               | - Pakistán está representado en Uruguay través de su embajada en Buenos Aires (Argentina). - Pakistán tiene representación consular en Montevideo - Uruguay está representado en Pakistán través de su embajada en Teherán (Irán). - Uruguay tiene representación consular en Islamabad.          |
| Singapur | 15 de septiembre de 1987      | - Uruguay está representado en Singapur través de su embajada en Hanói (Vietnam). |
| Siria |                               | - Siria está representada en Uruguay través de su embajada en Buenos Aires (Argentina) - Uruguay está representado en Siria través de su embajada en Beirut (Líbano). - Uruguay tiene representación consular honoraria en Damasco y Alepo                                                        |
| Sri Lanka | 21 de julio de 1999           | - Uruguay está representado en Sri Lanka través de su embajada en Nueva Delhi (India). - Uruguay tiene representación consular en Colombo |
| Tailandia |                               | - Tailandia está representado en Uruguay través de su embajada en Buenos Aires (Argentina) - Tailandia tiene representación consular en Montevideo. - Uruguay está representado en Tailandia a través de su embajada en Kuala Lumpur (Malasia) - Uruguay tiene representación consular en Bangkok |
| Timor Oriental |                               | - Uruguay está representado en Timor Oriental través de su embajada en Canberra (Australia). |
| Uzbekistán |                               | - Uruguay está representado en Uzbekistán través de su embajada en Moscú (Rusia). |
| Vietnam |                               | - Vietnam está representado en Uruguay a través de su embajada en Buenos Aires (Argentina) - Uruguay está representado en Vietnam través de su embajada en Hanói (Vietnam). |